# Miki Manojlović
Predrag "Miki" Manojlović (en cirílico: Предраг "Мики" Манојловић; n. 5 de abril de 1950, Belgrado, Yugoslavia) es un actor de cine serbio. En su carrera cinematográfica es conocido por sus papeles en las elogiadas Underground, Papá está en viaje de negocios (ambas de Emir Kusturica) y Cirkus Columbia. En 2009 fue nombrado por el Gobierno serbio presidente del Centro Cinematográfico de Serbia.

## Carrera profesional
Manojlović creció en una familia de actores de teatro; Ivan Manojlović, su padre y Zorka Doknić, su madre. Después de su debut en la gran pantalla en 1970, el joven Predrag continuó apareciendo en numerosas películas y series de televisión realizadas en Yugoslavia, algunas de las cuales, como la serie de televisión de 1975 Grlom u jagode —donde interpretó memorablemente el papel de Miki Rubiroza—, alcanzó el estatus de culto.
Sus papeles más recordados los interpretó a las órdenes de Emir Kusturica: de padre en la película de 1985 Papá está en viaje de negocios y como trágico oportunista en Underground, en 1995. También es conocido por su versatilidad que le ayudó a hacer una fuerte impresión tanto en papeles de protagonista como secundarios, así como dramas y comedias, como su pequeño papel en la exitosa comedia de 1992 Mi nismo anđeli. Jugó el papel de Agostino Tassi en la película Artemisia de 1997 y la de Miki en Irina Palm. En 2010 protagonizó junto a Mira Furlan la película Cirkus Columbia, ambientada en la disolución de Yugoslavia.

## Filmografía
- Otpisani (serie de televisión) (1974)
- Košava (1974)
- Priča o vojniku (1976)
- Hajka (1977)
- Posljednji podvig diverzanta Oblaka (1978)
- Sok od šljiva (1981)
- Piknik u Topoli (1981)
- Samo jednom se ljubi (1981)
- Sezona mira u Parizu (1981)
- 13. jul (1982)
- Nešto između (1983)
- U raljama života (1984)
- Tajvanska kanasta (1985)
- Jagode u grlu (1985)
- Otac na službenom putu (1985)
- Za sreću je potrebno troje (1985)
- Race for the Bomb (serie de televisión) (1987)
- Vuk Karadžić (serie de televisión) (1987)
- Vreme čuda (1989)
- Seobe (1989)
- Un week-end sur deux (1990)
- Mi nismo anđeli (1992)
- Tito i ja (1992)
- Tango Argentino (1992)
- La Piste du télégraphe (1994)
- Underground (1995)
- Someone Else's America (1995)
- Portraits chinois (1996)
- Gypsy Magic (1997)
- Artemisia (1997)
- Il Macellaio (1998)
- Rane (1998)
- Bure baruta (1998)
- Crna mačka, beli mačor (1998)
- Emporte-moi (1999)
- Rien à dire (1999)
- Les Amants criminels (1999)
- Voci (2000)
- Épouse-moi (2000)
- Sans plomb (2000)
- Mortel transfert (2001)
- Jeu de cons (2001)
- Kako loš son (2002)
- Les Marins perdus (2003)
- Mali svet (2003)
- Tor zum Himmel (2003)
- Mathilde (2004)
- Hurensohn (2004)
- Ne fais pas ça (2004)
- 100 minuta slave (2004)
- Mi nismo anđeli 2 (2005)
- Ze film (2005)
- L'Enfer (2005)
- La Fine del mare (2007)
- La trampa  (2007)
- Irina Palm (2007)
- Hadersfild (2007)
- Zavet (2007)
- Svetat e golyam i spasenie debne otvsyakade (2008)
- Largo Winch (2008)
- Besa (2009)
- Neka ostane među nama (2010)
- Cirkus Columbia (2010)
- Largo Winch II: Conspiración en Birmania (2011)
- Due uomini, quattro donne e una mucca depressa (2015)